# Cryptophagidae
Famille
Les Cryptophagidae sont une famille d'insectes de l'ordre des coléoptères.
Cette famille regroupe environ 600 espèces décrites et rattachées à deux sous-familles d'environ 60 genres au total.

## Liste des genres et espèces
Selon Catalogue of Life (30 août 2014) :
- genre Cryptophagus
- genre Henoticus

Selon ITIS (30 août 2014) :
- sous-famille Atomariinae LeConte, 1861
- sous-famille Cryptophaginae Kirby, 1826

Selon NCBI (30 août 2014) :
- genre Antherophagus
  - Antherophagus nigricornis
- genre Atomaria
  - Atomaria atra
  - Atomaria atricapilla
  - Atomaria fuscata
  - Atomaria lewisi
  - Atomaria linearis
  - Atomaria nigripennis
  - Atomaria nigrirostris
  - Atomaria nitidula
  - Atomaria puncticollis
  - Atomaria rhenan
  - Atomaria rubella
  - Atomaria scutellaris
  - Atomaria testacea
  - Atomaria turgida
  - Atomaria zetterstedti
- genre Caenoscelis
- genre Cryptophagus
  - Cryptophagus acuminatus
  - Cryptophagus affinis
  - Cryptophagus dentatus
  - Cryptophagus distinguendus
  - Cryptophagus falcozi
  - Cryptophagus lycoperdi
  - Cryptophagus micaceus
  - Cryptophagus pallidus
  - Cryptophagus pilosus
  - Cryptophagus ruficornis
  - Cryptophagus saginatus
  - Cryptophagus scanicus
  - Cryptophagus scutellatus
  - Cryptophagus setulosus
- genre Ephistemus
  - Ephistemus globulus
- genre Micrambe
  - Micrambe bimaculata
  - Micrambe nigricollis
  - Micrambe vini
- genre Micrambina
- genre Paramecosoma
  - Paramecosoma melanocephalum
- genre Paratomaria
- genre Renodesta
  - Renodesta ramsdalei
  - Renodesta stephani
- genre Spavius
  - Spavius glaber
- genre Telmatophilus
  - Telmatophilus brevicollis
  - Telmatophilus caricis
  - Telmatophilus schoenherri
  - Telmatophilus typhae